# 伊豆箱根鉄道1000系電車
伊豆箱根鉄道1000系電車（いずはこねてつどう1000けいでんしゃ）は伊豆箱根鉄道が1963年（昭和38年）から2005年（平成17年）にかけて保有していた電車。駿豆線で使用されており、自社オリジナルの車両が3両編成4本、親会社である西武鉄道（西武）からの譲受車が3両編成3本在籍した。電動車は1000形、制御付随車および中間付随車は2000形を名乗る。

## 自社オリジナル車

### 概要
従来の17m級の車体の国電や親会社の西武からの雑多な譲渡車を置き換えてラッシュ対応の改善と観光客への乗客サービス向上をはかるべく、伊豆箱根鉄道初の自社オリジナル車として1963年（昭和38年）から1971年（昭和46年）にかけて3両編成4本が導入された。コストダウンのために走行機器の一部に廃車発生品を用いていたが、一方で、同社においては初の20m級の軽量車体と両開き扉、機器面においては、電磁直通ブレーキや制御方法のMMユニット化、補助電源の交流化等の近代的な設備を採用した車両でもあった。登場時は全編成が吊り掛け駆動方式だったが、1989年（平成元年）に1005F、1007Fが台車・主電動機を交換してカルダン駆動方式に改造された。しかし、冷房装置を搭載していなかったこともあり1991年（平成3年）から順次廃車が進められ、1997年（平成9年）の3000系3011Fの導入により定期運用は消滅した。以降は保留車として1005Fのみが残り、「ブライダルトレイン」等貸切列車に使用されたが、2005年（平成17年）に廃車された。なお、大場工場内で倉庫となっているモハ1008が現存する。
外観と内装、主要装備品等において編成ごとに違いが多く、本節では1次車・2次車までを「一次形」、3次車・4次車を「二次形」とする。

### 製造会社
製造は同じく西武系列である西武所沢車両工場が担当した。なお、第4編成の落成から約8年間、伊豆箱根鉄道では新製車を導入せず西武等からの譲渡車で車両の入れ替えを行なった。また、1979年に新製した3000系以降の自社発注車は全て、西武所沢車両工場ではなく東急系列であった東急車輛製造が製造を担当、落成している。

### 車両概説

#### 車体
車体は、当時の西武における標準形であった西武551系・西武601系と同じく、側面客用扉を3か所設けた全長20m級の全金属製車体を採用した。前面デザインも西武車と同様に、細いピラーを中央に通した湘南形の2枚窓であるが、前照灯を上部中央に1灯装備とした西武車に対して、本形式では前面下部の左右腰部に2灯装備とした点が異なる。車体塗色はかつての西武の標準塗色に似た、赤とベージュのツートンカラー（赤電色）とされた。また、各車両中央扉付近にサボ受けが設置されていたが、1980年代に撤去された。
1001Fと1003Fは登場時、大型の白熱球前照灯、および正面中央窓下部に行先標を装備していたが、前照灯は1970年代半ばまでにシールドビーム化、正面行先標は1989年までに旧501系グループ発生品の行先表示器に交換された。
内装は蛍光灯照明にアルミデコラ板を使用している。座席配置は、乗客増に対応するためにオールロングシートとされた1005Fを除き、通勤・通学輸送と観光輸送の双方を考慮してロングシートと4人掛けボックスシートを共に設けたセミクロスシートとされた。

#### 主要機器

##### 登場時の内容
駆動方式はこれまで導入した車両と同じ吊り掛け駆動方式であるが、コストダウンを重視しながらも後の高性能化改造等を考慮して制御装置や制動装置等に新品の物を積極的に採用した。
主電動機には国鉄払い下げの高出力電動機であるMT30・MT40が搭載された。この主電動機を使用したのは、同時期に計画されていた社内線急行への対応のためである。（後に1968年から1974年の間運転された。）但し、第2編成である1003Fにおいては他の編成とは違い、これまでの車両と同じのMT15が搭載されている。
主制御器には、第一編成である1001Fはそれまでの車両に搭載されていた旧鉄道省（後の国鉄）制式の電空カム軸式制御器CS5と界磁接触器CS9の組合せから脱却し、三菱電機製直並列抵抗電動カム軸式制御装置ABF-173-15M型を採用し各Mc車に搭載したが、翌年増備された1003Fより同じ三菱電機製の1C8M（2両分8個の主電動機の制御をする）方式の直並列抵抗電動カム軸式多段制御器ABF-168-15M型を採用しモハ1000形奇数車（Mc車）に搭載した。これにより、それまでのMc-T-Mcの編成方式から、MMユニット方式によるMc-M-Tcの編成方式に変更され、現在までに至る駿豆線所属車両の編成方法の嚆矢となった。

制動装置はこれまでのAMA/ATA自動空気制動から日本エアーブレーキ（現:ナブテスコ）製の電磁直通空気制動（HSC）を採用した。なお、発電制動は装備しない。
補助電源装置は当時それまでの直流から主制御器の近代化や客室内照明の蛍光灯化に伴い交流化され、モハ1000形偶数車（M車）に出力12kW/94VA・60Hzの三菱電機製MG-132-Sが搭載され、空気圧縮機も同様に制動装置の電磁直通化に伴い、モハ1000形偶数車に三菱電機製A-323-R型を搭載した。
集電装置は1001Fは各Mc車の妻面寄りに工進製工所製KP62系パンダグラフを搭載したが、1003Fより機器のMMユニット化に伴い、Mc・M車の修善寺側妻面寄りに変更され、搭載した。
台車は、電動車には1001FにDT17形、1003FはDT10形、1005F以降はTR25A(もしくはDT12）をそれぞれ装備する。1001Fのサハと1003F以降のクハは全車TR11系台車を装備した。これは、先述の通り、コスト面を考慮して吊掛駆動となった為である。只ブレーキ方式がそれまでの自動空気ブレーキではなく、電磁直通ブレーキにした事により、それまでの車体装架のブレーキシリンダーではなく、台車にブレーキシリンダーを設置し、車軸の軸受もコロ軸受けでの装備となっている。

##### 高性能化後の内容
本形式の自社オリジナル車が4編成出揃った後、後述する西武501系の譲渡グループ、ならびに後継形式となる3000系の増備によって、1982年（昭和57年）までに駿豆線の車輛は20m車に統一された。その後、車輌運行速度の向上と高性能化による保守軽減の為、1009F以降の譲渡グループ全編成と自社オリジナル車のうち1001F・1003Fに関しては、当時廃車が進んでいた西武701系電車を譲受して1100系として導入、さらに自社発注の新造車である3000系2次車および7000系を導入して置き換えることとなった。
一方、残る1005F・1007Fについては経年が浅かったため、西武701系の台車・主電動機を譲り受けて高性能化された。1005Fは1989年9月に、1007Fは同年4月に主電動機を出力120kW（電圧375V）の日立製作所製のHS-836-Frb型に、台車は住友金属製ウィングばね式コイルバネ台車のFS342に、M車に搭載されていた空気圧縮機はA-323-R型からHB2000型に変更された。また、1990年には制御車の台車がTR11からFS342Tに交換されている。

### 増備による変遷

#### 1次形

##### 1001F

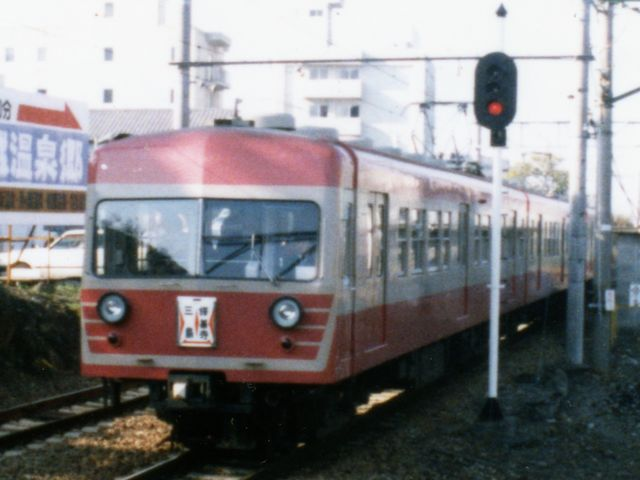
伊豆箱根鉄道1000系1001F

1963年（昭和38年）6月西武所沢車両工場製（車体のみ。電装品等の最終艤装は大場工場にて施工）。編成は三島方からモハ1001 - サハ2001 - モハ1002で、新造車では唯一のMc-T-Mc編成である。
1991年（平成3年）に廃車となり、サハ2001を抜いた2両編成となって大井川鉄道（現・大井川鐵道）に譲渡された。このときモハ1002は電装を解除してクハ2001となり、台車もDT17からTR11に交換、同時に制動方式もAMAE/ACAE電磁自動空気ブレーキに変更された。では1998年（平成10年）、土砂崩れによって線路上に堆積していた土砂に乗り上げ、脱線して架線柱に衝突する事故を起こした。当初は修復される予定だったが、損傷が予想以上に大きかったことから修復は断念され、翌1999年（平成11年）に廃車された。廃車後は長らく新金谷駅構外の大代川側線に放置され、2005年（平成17年）に解体された。

##### 1003F
1964年（昭和39年）3月西武所沢車両工場製で、編成は三島方からモハ1003 - モハ1004 - クハ2002で、制御装置をMc車に、補助電源装置や空気圧縮機をM車に搭載するMMユニット方式を採用し、Mc-M-Tcの構成となった。この編成のみ室内の床が木製であった。
主電動機はこの編成のみ、出力の弱い100kWのMT15型が搭載された。これは当時自社及び西武においてMT30・MT40型主電動機のストックがなく、西武所沢工場等でのストック品を搭載したことによる。主制御器は将来的な新性能化を考慮し、1C8M制御の三菱電機製ABF-168-15MHを採用した。1992年（平成4年）2月5日付で廃車となった。

#### 2次形

##### 1005F
1969年（昭和44年）3月西武所沢車両工場製で、編成は三島方からモハ1005 - モハ1006 - クハ2003。
この編成から前面デザインが変更され、前照灯と尾灯を一体化したユニットに変更し、同時に前照灯もそれまでの大型白熱球からシールドビームに小型化された。また、前面窓上に行先表示器と、その両側に標識灯（1968年から1974年まで運転された社線内急行列車で使用）が設置された。座席配置は同年4月の東海道新幹線三島駅開業にともなう乗客増を考慮し、オールロングシートを採用した。新造グループでは唯一戸袋窓を備える。制御機器類は1003Fと同じものを採用しているが、主電動機は急行での運用を考慮しMT30が採用された。ほか、ATSの速度検出装置とバス用テープレコーダーの連動による自動車内放送装置を設置し、車掌の負担を軽減している。
1989年（平成元年）に新性能化され、2005年（平成17年）3月に廃車となった。

##### 1007F

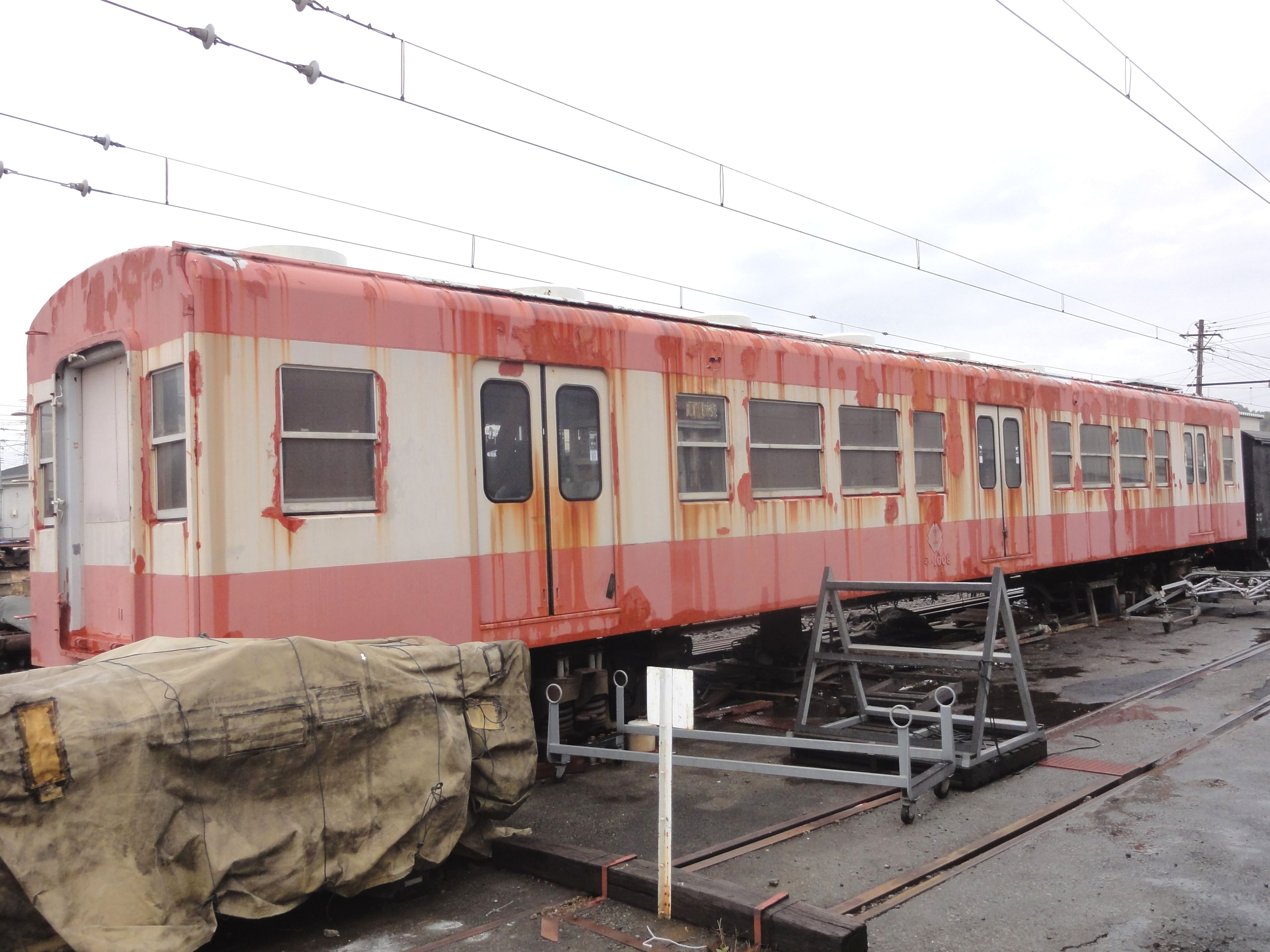
大場工場のモハ1008

1971年（昭和46年）3月西武所沢車両工場製で、編成は三島方からモハ1007 - モハ1008 - クハ2004。車体は1005Fと同スタイルであるが、座席配置は1003F以前のセミクロスシートに戻り、戸袋窓も省略された。主要機器は1005Fと同じものを採用している。
1989年（平成元年）4月に新性能化され、1997年（平成9年）3月28日付で廃車。モハ1008に搭載されていた空気圧縮機HB2000形は、1100系クハ2007に転用された。

## 西武鉄道からの譲受車
1975年（昭和50年）から1979年（昭和54年）にかけて西武鉄道から501系電車10両を譲受し、
1000系1009F・1012F・1013Fの3両編成3本として入線した。
塗色は西武時代と同じ赤電色であるが、4両編成だったものが3両編成に短縮され、前照灯のシールドビーム化、主電動機の変更（MT30→MT15）、電動台車の交換（TR25形→DT10形・DT17形・DT20形）が変更点として挙げられる。また、室内は運転台直後にATS機器箱設置のため、その部分の座席および荷棚が撤去されている。

### 1009F
1975年（昭和50年）の踏切事故で車両が不足したため、西武鉄道からクモハ529 - サハ1529 - サハ1530 - クモハ530の4両1編成を借り入れた。サハ1530を外した3両編成で使用を開始し、同年10月の正式譲受によって1000系第5編成（モハ1009 - サハ2005 - モハ1010）となった。1989年（平成元年）8月に廃車となった。
一方、編成から外されたサハ1530はサハ2006となり、在来の17m車モハ50形のモハ52・53の間に組み込んで使用され、1982年（昭和57年）9月に廃車となった。

### 1012F
1977年（昭和52年）11月にクモハ521 - サハ1521 - サハ1522 - クモハ522を譲受し、サハ1522を外した3両編成として登場した第6編成（モハ1012 - サハ2007 - モハ1011）である。この編成のみ、三島方電動車が偶数番号車になっている。1987年（昭和62年）3月に廃車となった。

### 1013F
1979年（昭和54年）1月にクモハ527・クモハ528の2両を譲受し、前回譲受のサハ1522を加えて3両編成とした第7編成（モハ1013 - サハ2008 - モハ1014）である。3000系への導入に向けて試験的に全電気指令式ブレーキを採用した。1990年（平成2年）5月に廃車となり、サハ2008に搭載されていた空気圧縮機HB2000形は1007Fのモハ1008に転用された。